# Madonna Inn
Il Madonna Inn è un motel, dallo stile stravagante, che si trova a San Luis Obispo, in California, negli Stati Uniti.
Questo motel fu aperto nel 1958 dall'imprenditore Alex Madonna (19 novembre 1918 – 22 aprile 2004), da cui prende il cognome, e da sua moglie Phyllis. Il motel è un monumento estremamente kitsch, dall'aspetto esteriore delle Alpi svizzere, e dal colore rosa. Ogni stanza del Madonna Inn ha un design e tema che la rende unica. Il famoso urinatoio somigliante a una cascata rocciosa è una vera e propria attrazione turistica della Costa Centrale della California.